# Styrax argenteus
Styrax argenteus là một loài thực vật có hoa trong họ Bồ đề. Loài này được C. Presl miêu tả khoa học đầu tiên năm 1835.

## Hình ảnh

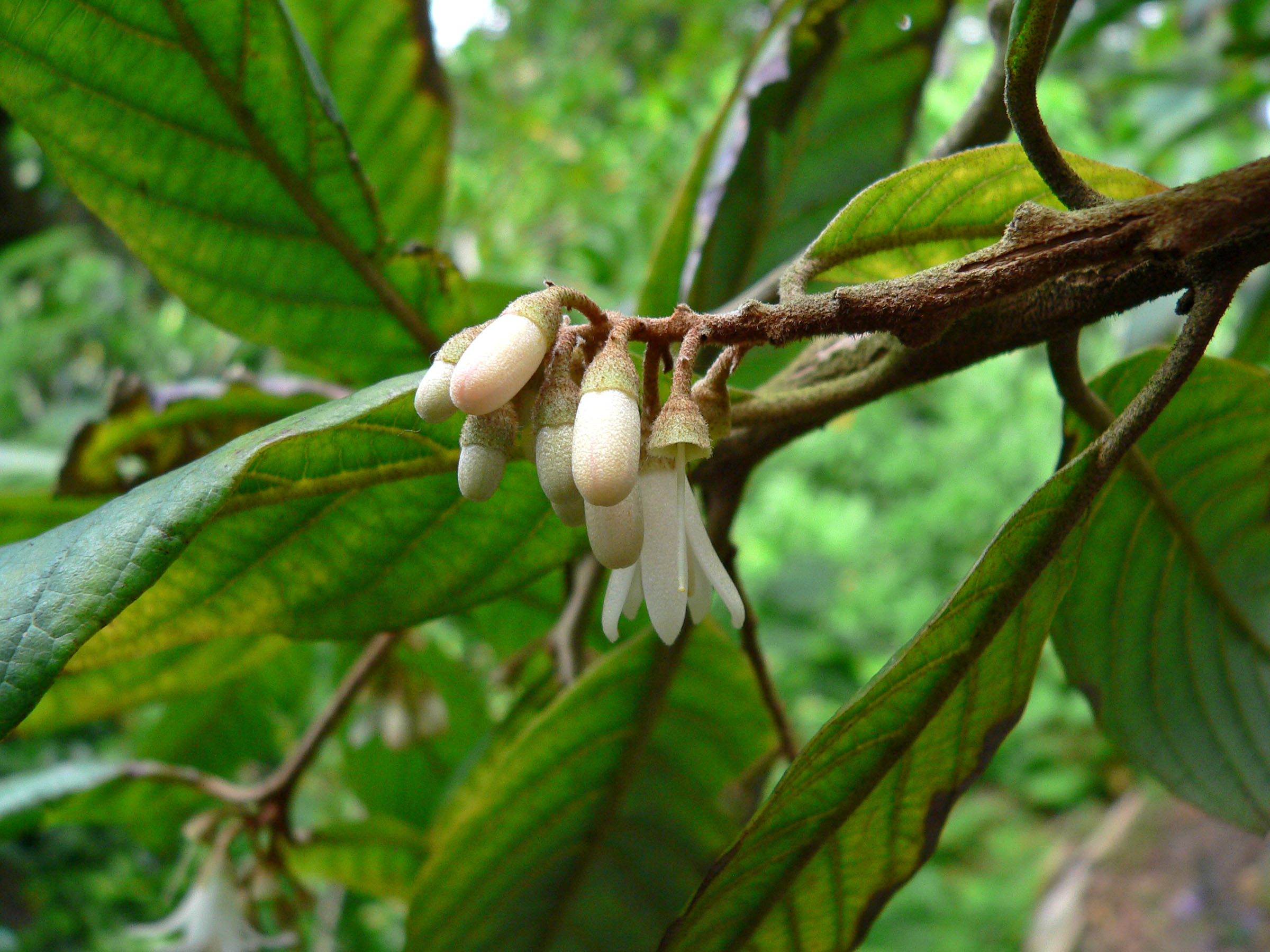
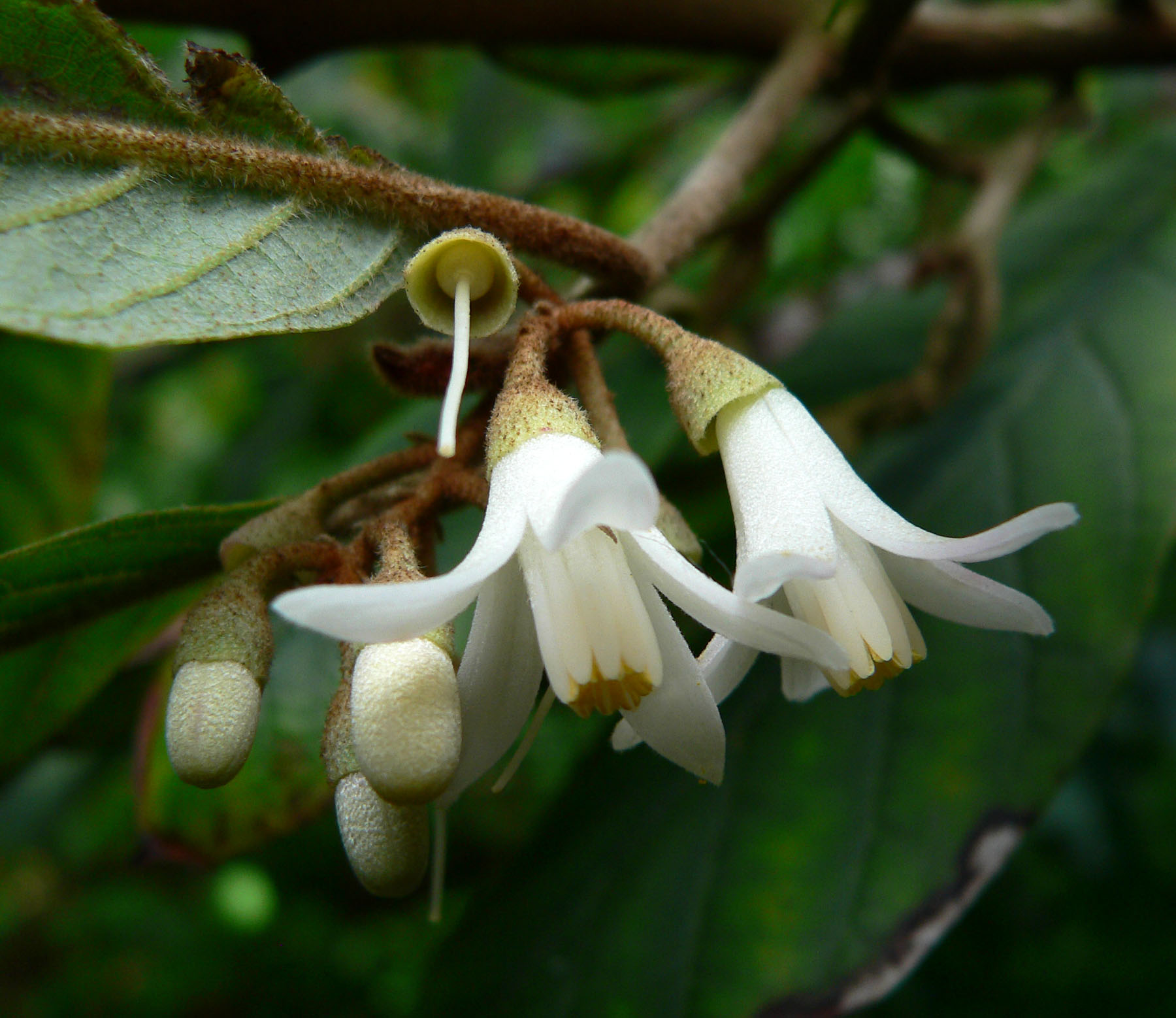
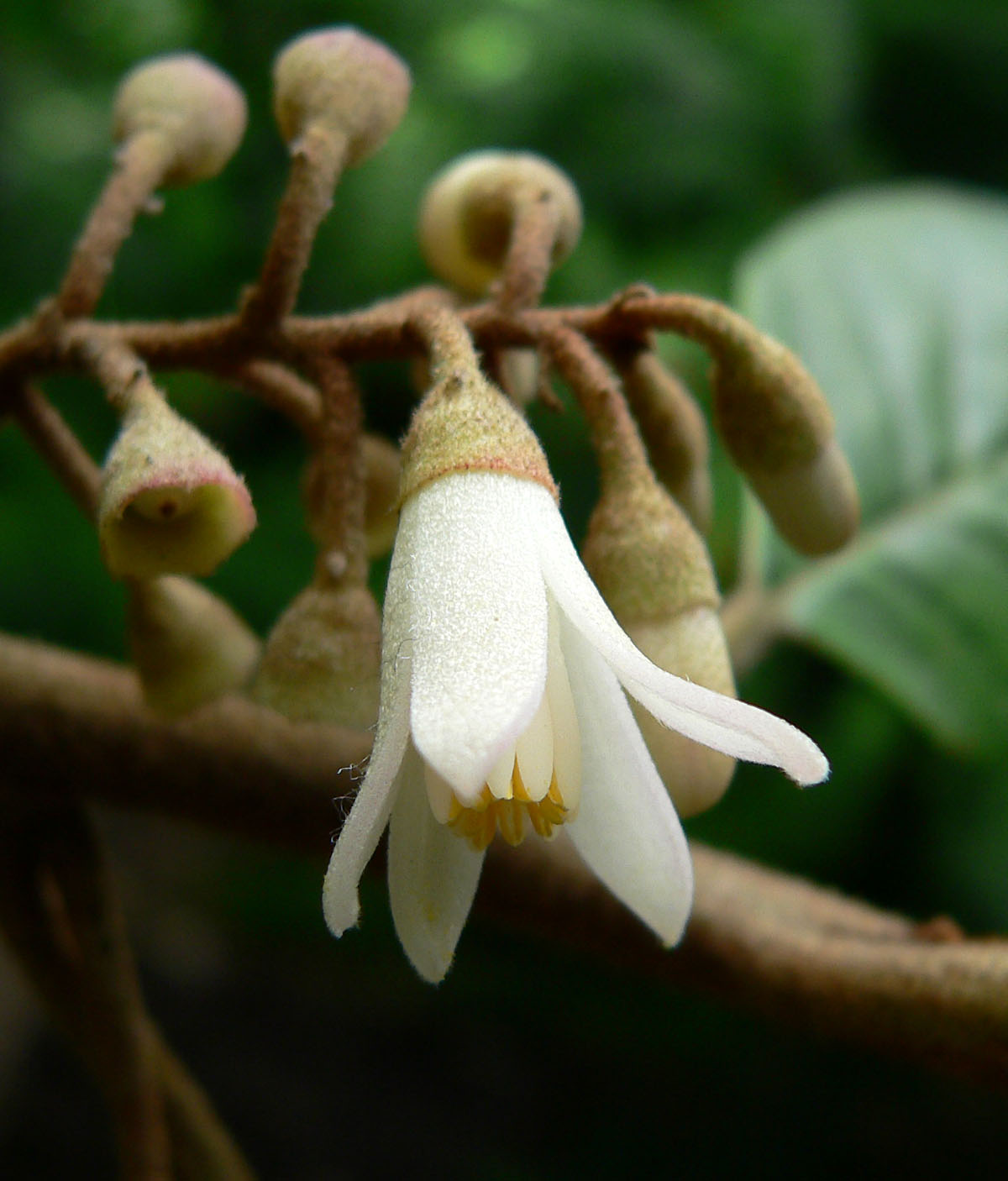